# 마에다 도시쓰네
마에다 도시쓰네(일본어: 前田利常, 분로쿠 2년 음력 11월 25일(1594년 1월 16일) ~ 만지 원년 음력 10월 12일(1658년 11월 7일))는 아즈치모모야마 시대 말기부터 에도 시대 초기의 무장, 다이묘이다. 가가번 제2대 번주. 가가 마에다 가문 제3대 당주.
| 전임 마에다 도시나가 | 제2대 가가번 번주 (마에다가) 1605년 ~ 1639년 | 후임 마에다 미쓰타카 |